# Helltrain
Helltrain är ett svenskt rockband som grundades 2002 av sångaren Pierre Törnkvist. 
Bandets debutalbum, Route 666, gavs ut av Nuclear Blast i Europa 2004 och av Jimmy Franks Recording Company i USA i mars 2006. Albumet spelades in i Luleå med Göran Norman, slutmixen gjordes i Dug Out Studio i Uppsala av Daniel Bergstrand (som även producerat bland annat Meshuggah och In Flames). Bandet spelade 2007 in uppföljaren Rock 'n' Roll Devil som släpptes i oktober 2008. Två videor spelades in till albumet, en för titelspåret och en för den mer gotiska låten "ghouls". I maj 2009 utökades line-upen med Mikael Sandorf och Mats Järnil från nedlagda The Duskfall. Bandets två album + demoinspelningar kan numera laddas ner helt gratis och lagligt via deras webbplats www.helltrain.net 
Trummisen Oskar Karlsson har tidigare spelat i de båda Luleåbanden The Duskfall och Raised Fist.

## Medlemmar
Nuvarande medlemmar
- Pierre Törnkvist – basgitarr (2002–2009), sång (2002– )
- Patrik Törnkvist – gitarr, piano, orgel (2002– )
- Mikael Sandorf – gitarr (2009– )

Tidigare medlemmar
- Oskar Karlsson (22/07/1976 – 03/03/2016) – trummor (2002–2016; död 2016)[1]
- Mats Järnil – basgitarr (2009–2016)

## Diskografi
Demo
- 2006 – Demo 2006

Studioalbum
- 2004 – Route 666
- 2008 – Rock 'n' Roll Devil
- 2012 – Death is Coming

EP
- 2002 – The 666 EP

Singlar
- 2011 – "Mr. Cooger"

Annat
- 2004 – Peace / Route 666 (delad EP: Helltrain / Agnostic Front)